# X-Men (film)
X-Men – amerykański fantastycznonaukowy film akcji z 2000 roku na podstawie serii komiksów o grupie superbohaterów o tej samej nazwie wydawnictwa Marvel Comics. Za reżyserię odpowiadał Bryan Singer na podstawie scenariusza Davida Haytera. W rolach głównych wystąpili: Patrick Stewart, Hugh Jackman, Ian McKellen, Halle Berry, Famke Janssen, James Marsden, Bruce Davison, Rebecca Romijn-Stamos, Ray Park i Anna Paquin.
Film ten opowiada historię mutantów Wolverine’a i Rogue, którzy zostali włączeni w konflikt między dwiema grupami mutantów, które w różny sposób próbują osiągnąć akceptację swojego gatunku przez społeczeństwo. Jedną z nich jest grupa „X-Men” profesora Charlesa Xaviera, natomiast drugą „Braterstwo Mutantów” dowodzone przez Erica Lensherra / Magneto.
Jego światowa premiera miała miejsce 12 lipca 2000 roku na Ellis Island. W Polsce film zadebiutował 13 października tego samego roku. Film zarobił prawie 300 milionów dolarów przy budżecie 75 milionów i spotkał się z pozytywną oceną krytyków. Bezpośrednimi kontynuacjami filmu są: X-Men 2 z 2003 i X-Men: Ostatni bastion z 2006 roku, które wchodzą w skład franczyzy uniwersum filmowego osadzonego w świecie X-Men.

## Streszczenie fabuły
W 1944 roku w okupowanej przez nazistów Polsce młody Eric Lehnsherr zostaje oddzielony od swoich rodziców w momencie wprowadzenia do obozu koncentracyjnego Auschwitz. Kiedy próbuje się do nich przedostać, powoduje, że skrzydła stalowej bramy pochylają się w jego stronę. Jest to wynik jego zdolności jako mutanta do tworzenia pól magnetycznych i kontrolowania metalu. Eric zostaje ogłuszony przez strażników. Współcześnie amerykański senator Robert Kelly próbuje uchwalić w Kongresie „Ustawę o rejestracji mutantów”, która zmusiłaby mutantów do ujawnienia swojej tożsamości i umiejętności. W Kongresie obecni są Lehnsherr, który nazywa siebie „Magneto”, oraz jego kolega ze zdolnością telepatii, profesor Charles Xavier. Xavier zaniepokojony jest możliwą reakcją Lehnsherra na ustawę o rejestracji.
W Meridian w stanie Missisipi 17-letnia Marie D’Ancanto przez przypadek sprawia, że jej chłopak zapada w śpiączkę, ponieważ pochłania energię i siłę życiową innych. Postanawia uciec z domu i przyjmuje imię Rogue. W Albercie spotyka Logana, znanego również jako „Wolverine”, mutanta posiadającego zdolność samoregeneracji i metalowe szpony. Po drodze zostają zaatakowani przez Sabretootha, jednego ze sługusów Magneto, ale dwóch nauczycieli ze szkoły Xaviera, Cyclops i Storm, pojawiają się na miejscu i ratują ich. Wolverine i Rogue trafiają do posiadłości Xaviera, szkoły dla mutantów w hrabstwie Westchester w stanie Nowy Jork. Xavier informuje Logana, że prawdopodobnie jest nim zainteresowany Magneto, i prosi go, aby pozostał w posiadłości, kiedy jego X-Meni będą badać sprawę. Natomiast Rogue zostaje zapisana do szkoły.
Senator Kelly zostaje porwany przez dwóch kolejnych sługusów Magneto, Toada i Mystique. Przetrzymywany jest w ich kryjówce na wyspie Genosha. Magneto wykorzystuje Kelly’ego jako obiekt testowy dla maszyny zasilanej jego zdolnościami magnetycznymi, która generuje promieniowanie wywołujące mutacje u ludzi. Kelly później ucieka, wykorzystując swoją nowo odkrytą mutację.
Rogue odwiedza Wolverine’a w nocy, kiedy śnią mu się koszmary. Zaskoczony, przypadkowo rani ją szponami, jednak ona wchłania jego zdolność regeneracji i regeneruje się. Obserwują to koledzy, którzy przybyli jej z pomocą. Później zostaje przekonana przez Mystique w postaci Bobby’ego Drake’a, że Xavier jest na nią zły i powinna opuścić szkołę. Xavier używa Cerebro, maszyny do lokalizacji mutantów, aby ją odnaleźć. X-Meni wyruszają na stację kolejową, aby sprowadzić Rogue z powrotem. W tym czasie Mystique włamuje się do Cerebro i sabotuje maszynę.
Wolverine odnajduje Rogue w pociągu i przekonuje ją, by wróciła do szkoły. Przed ich odejściem przybywa Magneto. Obezwładnia Wolverine’a i porywa Rogue. Xavier próbuje powstrzymać Magneto, kontrolując swoim umysłem Sabretootha, jednak zostaje zmuszony, by zwolnić chwyt, kiedy Magneto atakuje policjantów. Dzięki temu Magneto ze swoim Bractwem i Rogue uciekają. Kelly pojawia się w szkole Xaviera, a ten dowiaduje się z jego myśli o maszynie Magneto. Uświadamia sobie, że wysiłek związany z napędzeniem urządzenia prawie zabił Magneto. Grupa wnioskuje, że zamierza on przenieść swoje moce na Rogue i użyć do zasilania kosztem jej życia. Kelly odrzuca mutację, a jego ciało zamienia się w ciecz. Xavier próbuje zlokalizować Rogue za pomocą Cerebro, ale uszkodzona przez sabotaż Mystique maszyna go obezwładnia i ten zapada w śpiączkę. Jean Gray, która również posiada zdolność telepatii, naprawia Cerebro i używa go. Dowiaduje się, że Magneto planuje umieścić swoją maszynę wywołującą mutacje na Liberty Island i użyć jej do zmutowania światowych przywódców spotykających się na szczycie na pobliskiej Ellis Island. X-Men docierają do Statuy Wolności, gdzie walczą z Bractwem, które ostatecznie pokonują. W tym czasie Magneto przekazuje swoje moce Rogue i aktywuje urządzenie. Wolverine i Cyclops atakują Magneto, a później Wolverine niszczy maszynę. Przekazuje swoje moce Rogue, a jego zdolności lecznicze regenerują ją. Sam zostaje obezwładniony.
Profesor Xavier i Wolverine powracają do zdrowia, a grupa dowiaduje się również, że Mystique udało się uciec i podszywa się pod senatora Kelly’ego. Xavier daje Wolverine’owi wskazówkę dotyczącą jego przeszłości, która dotyczy opuszczonej bazy wojskowej w Kanadzie. Magneto zostaje uwięziony w celi zbudowanej z plastiku. Podczas odwiedzin Xaviera ostrzega go, że pewnego dnia zamierza uciec i kontynuować walkę.

## Obsada
- Patrick Stewart jako Charles Xavier / Profesor X, mutant, który posiada zdolność telepatii; pacyfista. Założyciel Szkoły Xaviera dla Utalentowanych Dzieci oraz X-Menów[3].
- Hugh Jackman jako James „Logan” Howlett / Wolverine, mutant posiadający szpony w rękach, wyostrzone zmysły oraz umiejętność regeneracji. W wyniku eksperymentu jego szkielet, w tym również szpony, zostały pokryte niezniszczalnym adamantium[3].
- Ian McKellen jako Eric Lensherr / Magneto, mutant posiadający umiejętność manipulowania polem magnetycznym oraz metalem, który dowodzi Braterstwem Mutantów[3]. Brett Morris zagrał Erica jako dziecko[1].
- Halle Berry jako Ororo Munroe / Storm, mutantka potrafiąca kontrolować pogodę. Jest nauczycielką w Szkole Xaviera dla Utalentowanych Dzieci oraz należy X-Menów[3].
- Famke Janssen jako Jean Grey, mutantka posiadająca zdolności telekinetyczne i telepatyczne. Jest nauczycielką w Szkole Xaviera dla Utalentowanych Dzieci oraz należy X-Menów[3].
- James Marsden jako Scott Summers / Cyclops, mutant posiadający zdolność generowania wiązek energii z oczu, który w związku z tym nosi specjalne okulary. Jest nauczycielem w Szkole Xaviera dla Utalentowanych Dzieci oraz należy do X-Menów[3].
- Bruce Davison jako Robert Kelly, senator Stanów Zjednoczonych, który jest przeciwny mutantom i zostaje porwany przez Magneto[3].
- Rebecca Romijn-Stamos jako Raven Darkholme / Mystique, mutantka posiadająca zdolność zmiany swojego wyglądu, należąca do Braterstwa Mutantów[4].
- Ray Park jako Mortimer Toynbee / Toad, bardzo zwinny mutant i poplecznik Magneto. Do jego zdolności należą: chwytliwy język, wydzielanie śluzowatej substancji, którą pluje na innych, oraz zwiększona zwinność[3].
- Anna Paquin jako Marie D’Ancanto / Rogue, nastoletnia mutantka, która uciekła z domu po tym, jak po pocałowaniu chłopaka zapadł on w śpiączkę. Poprzez fizyczny kontakt potrafi odebrać siły życiowe, poznać czyjeś wspomnienia, a w przypadku mutantów – używać ich mocy[5].

W filmie ponadto wystąpili: Tyler Mane jako Victor Creed / Sabertooth, brutalny mutant i najemnik Magneto; Shawn Ashmore jako Bobby Drake / Iceman, uczeń szkoły Charlesa Xaviera, który zaprzyjaźnia się z Rogue; Rhona Shekter i Kenneth McGregor jako rodzice Erica Lensherra, którzy zostali straceni w Auschwitz-Birkenau; Donna Goodhand i John Nelles jako rodzice Marie D’Ancanto.
W rolach cameo wystąpili: scenarzysta filmu David Hayter i współtwórca historii do scenariusza Tom DeSanto jako policjanci; Stan Lee, twórca komiksów Marvel Comics jako sprzedawca na plaży. Uczniów szkoły Charlesa Xaviera zagrali: Sumela Kay jako Kitty Pryde, Alexander Burton jako John Allerdyce / Pyro, Katrina Florece jako Jubilation Lee / Jubilee i Donald Mackinnon jako Peter Rasputin / Colossus.

## Produkcja

### Rozwój projektu

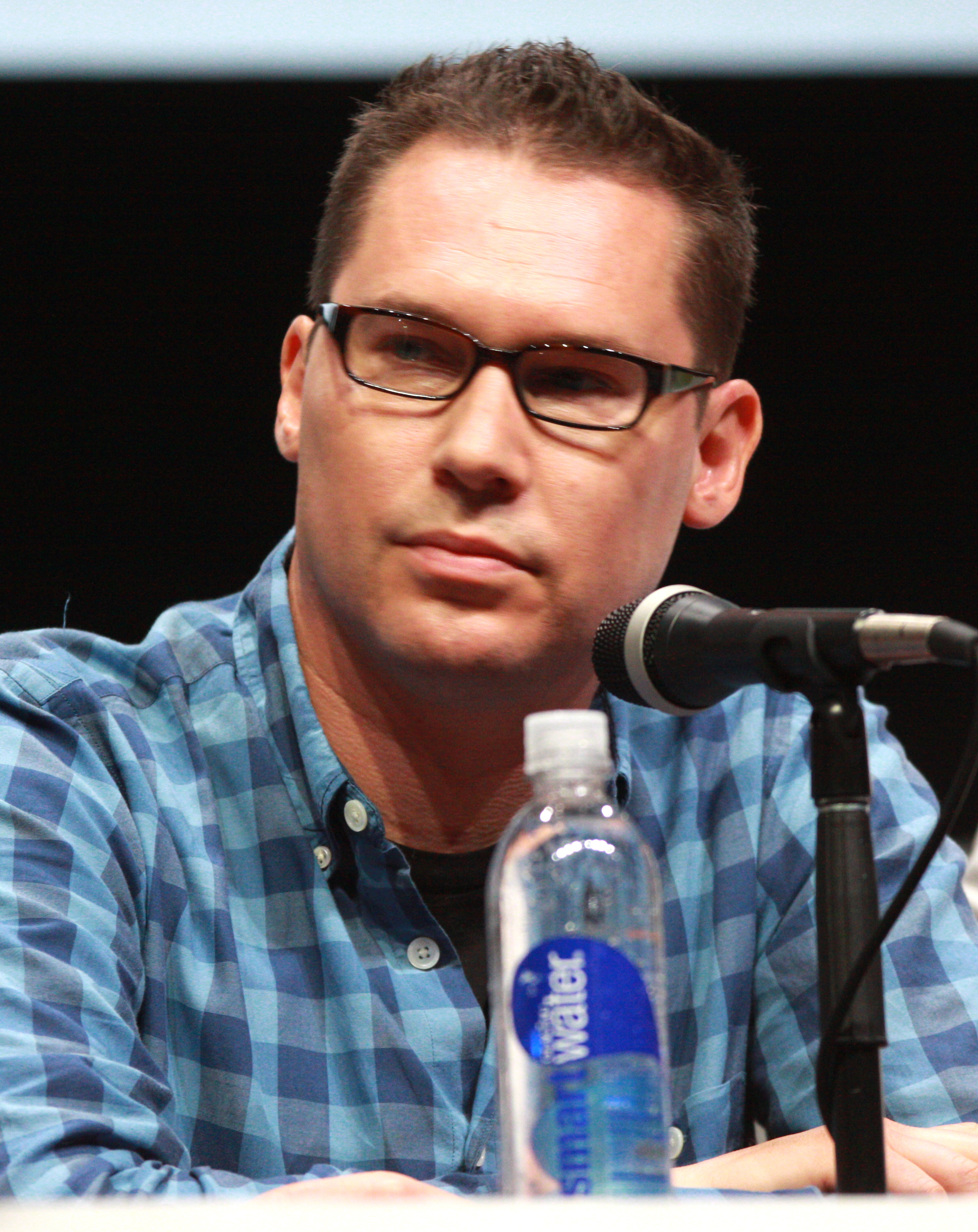
Bryan Singer, reżyser filmu

Scenarzyści Marvel Comics, Gerry Conway i Roy Thomas, napisali scenariusz do filmu o X-Men w 1984 roku, kiedy prawa do ekranizacji należały do Orion Pictures, ale dalszy rozwój produkcji został wstrzymany wskutek problemów finansowych studia. W latach 1989–1990 Stan Lee i Chris Claremont prowadzili rozmowy z Carolco Pictures dotyczące filmowej adaptacji. James Cameron został producentem, a Kathryn Bigelow odpowiadać miała za reżyserię. Wstępna wersja scenariusza została napisana przez Bigelow. Projekt upadł, kiedy Lee wzbudził zainteresowanie Camerona postacią Spider-Mana, a Carolco zbankrutowało. Prawa postaci powróciły do Marvela. W 1994 roku producentka Lauren Shuler Donner, współpracująca z 20th Century Fox, zakupiła prawa, a Andrew Kevin Walker został zatrudniony do napisania scenariusza. Później nad historią pracowali również Laeta Kalogridis, John Logan, James Schamus i Joss Whedon.
Studio rozważało przydzielenie funkcji reżysera Brettowi Ratnerowi. Później zaoferowano tę funkcję Robertowi Rodriguezowi, ale ten odrzucił propozycję. W grudniu 1996 roku Fox zatrudnił na to stanowisko Bryana Singera. W kwietniu 1997 roku Ed Solomon został poproszony o napisanie scenariusza. Pod koniec 1998 roku Singer i Tom DeSanto wysłali scenariusz do studia, któremu się on spodobał, jednak część pomysłów została odrzucona ze względu na ograniczenia budżetowe. Singer i DeSanto poprosili Christophera McQuarrie’a o pomoc w poprawkach. Ostatecznie tylko David Hayter został uwzględniony jako scenarzysta filmu.

### Casting
Bryan Singer chciał obsadzić Russella Crowe’a w roli Wolverine’a, ale ten odrzucił propozycję i zaproponował swojego kolegę, Hugh Jackmana. Pierwotnie rolę tę otrzymał jednak Dougray Scott, jednak w wyniku wypadku na planie filmu Mission: Impossible II zrezygnował i ostatecznie angaż otrzymał Jackman, na trzy tygodnie przed rozpoczęciem zdjęć. Studio na różnych etapach rozważało również Keanu Reevesa, Mela Gibsona, Viggo Mortensena, Gary’ego Sinise’a, Aarona Eckharta, Jean-Claude Van Damme’a, Edwarda Nortona i Boba Hoskinsa.
W 1998 roku poinformowano, że Singer zaproponował Patrickowi Stewartowi rolę Xaviera. Michael Jackson również zabiegał o tę rolę, ale nigdy nie był brany na poważnie przez studio. W czerwcu 1999 roku potwierdzono angaż Stewarta, a także Iana McKellena jako Magneto. Pod uwagę do roli Xaviera brano również Terence’a Stampa.
Jim Caviezel początkowo został obsadzony jako Cyclops, ale zrezygnował w lipcu 1999 roku z powodu innych zobowiązań filmowych. Innymi kandydatami byli: Thomas Jane, Jonny Lee Miller, Eric Mabius, Owen Wilson, Edward Burns i Jude Law. Ostatecznie rolę otrzymał James Marsden. Studio chciało obsadzić Angelę Bassett jako Storm, ale w tamtym czasie okazała się ona zbyt droga. Pod uwagę brane były Janet Jackson i Mariah Carey. Selma Blair, Renee O’Connor, Lucy Lawless, Maria Bello i Helen Hunt znalazły się wśród kandydatek do roli Jean Grey. Role te otrzymały Halle Berry i Famke Janssen.
Natalie Portman, Kate Winslet, Drew Barrymore, Sarah Michelle Gellar, Jennifer Love Hewitt, Katie Holmes, Christina Ricci, Alicia Silverstone i Katharine Isabelle były brane pod uwagę do roli Rouge, a Anna Paquin otrzymała angaż po rezygnacji z głównej roli w filmie Naiwna. Aktor i kulturysta Christian Boeving ubiegał się o rolę Colossusa. Na casting przyszedł w charakteryzacji, która miała upodobnić jego ciało do metalu.
We wrześniu 1999 roku ujawniono, że w filmie wystąpią również: Ray Park, Rebecca Romijn-Stamos i Tyler Mane.

### Zdjęcia i postprodukcja
Zdjęcia trwały od 22 września 1999 do 3 marca 2000 roku. Film był kręcony w Toronto w Kanadzie. Za zdjęcia odpowiadał Newton Thomas Sigel, scenografią zajął się John Myhre, a kostiumy zaprojektowała Louise Mingenbach.
Montażem zajęli się Steven Rosenblum, Kevin Stitt i John Wright. Efekty specjalne przygotowały studia: Digital Domain, Kleiser–Walczak Construction, Cinesite, Hammerhead Production, Matte World Digital, C.O.R.E. Digital Pictures i POP Film & Animation, a odpowiadał za nie Michael Fink.

## Muzyka
Muzykę do filmu skomponował Michael Kamen. Album zawierający ścieżkę dźwiękową z muzyką Kamena, X-Men (Original Motion Picture Soundtrack), został wydany 11 lipca 2000 roku przez Decca Records.
| X-Men (Original Motion Picture Soundtrack) – 2000 | X-Men (Original Motion Picture Soundtrack) – 2000 | X-Men (Original Motion Picture Soundtrack) – 2000 | X-Men (Original Motion Picture Soundtrack) – 2000 |
| Nr                                                | Tytuł utworu                                      | Autor                                             | Długość                                           |
| ------------------------------------------------- | ------------------------------------------------- | ------------------------------------------------- | ------------------------------------------------- |
| 1.                                                | „Death Camp”                                      | M. Kamen                                          | 3:05                                              |
| 2.                                                | „Ambush”                                          | M. Kamen                                          | 3:26                                              |
| 3.                                                | „Mutant School”                                   | M. Kamen                                          | 3:48                                              |
| 4.                                                | „Magneto’s Lair”                                  | M. Kamen                                          | 5:01                                              |
| 5.                                                | „Cerebro”                                         | M. Kamen                                          | 2:13                                              |
| 6.                                                | „Train”                                           | M. Kamen                                          | 2:35                                              |
| 7.                                                | „Magneto Stand Off”                               | M. Kamen                                          | 3:01                                              |
| 8.                                                | „The X-Jet”                                       | M. Kamen                                          | 3:47                                              |
| 9.                                                | „Museum Fight”                                    | M. Kamen                                          | 2:21                                              |
| 10.                                               | „The Statue of Liberty”                           | M. Kamen                                          | 2:38                                              |
| 11.                                               | „Final Showdown”                                  | M. Kamen                                          | 2:31                                              |
| 12.                                               | „Logan and Rogue”                                 | M. Kamen                                          | 5:58                                              |
|                                                   |                                                   |                                                   | 40:24                                             |

## Wydanie
Światowa premiera filmu miała miejsce 12 lipca 2000 roku na Ellis Island. W wydarzeniu uczestniczyła obsada i twórcy filmu oraz zaproszeni goście. Dla szerszej publiczności w Stanach Zjednoczonych i Kanadzie zadebiutował 14 lipca tego samego roku, natomiast w Polsce miał on premierę 13 października tego samego roku.
Film został wydany na VHS i DVD w Stanach Zjednoczonych 21 listopada 2000 roku. Na Blu-ray został wydany 21 kwietnia 2009 roku. W Polsce został wydany na DVD 26 listopada 2003 roku.

## Odbiór

### Box office
Film, przy budżecie 75 milionów dolarów, zarobił w Stanach Zjednoczonych i Kanadzie w weekend otwarcia 54,5 miliona, uzyskując najwyższy wynik otwarcia spośród dotychczasowych filmów o superbohaterach. X-Men pokonało ówczesnego lidera – film Batman Forever, który zarobił 52,7 miliona dolarów w weekend otwarcia. W sumie w USA i Kanadzie film zarobił ponad 157 milionów dolarów, a na świecie przychód wyniósł prawie 300 milionów dolarów.

### Krytyka w mediach
Film spotkał się z pozytywną reakcją krytyków. W serwisie Rotten Tomatoes 81% z 167 recenzji uznano za pozytywne, a średnia ocen wystawionych na ich podstawie wyniosła 7,1 na 10. Na portalu Metacritic średnia ważona ocen z 33 recenzji wyniosła 64 punkty na 100. Natomiast według serwisu CinemaScore, zajmującego się mierzeniem atrakcyjności filmów w Stanach Zjednoczonych, publiczność przyznała mu ocenę A- w skali od F do A+.
Dennis Harvey z „Variety” napisał: „X-Men stanowi raczej umiarkowany środkowy rozdział epickiej serii, a nie odpowiedni początek. Fabuła i postacie są prowadzone chaotycznie, a akcja zbyt powoli zmierza ku kulminacyjnemu starciu dobra ze złem.”. Kenneth Turan z „Los Angeles Times” stwierdził, że: „dzieje się tak wiele, że czujesz natychmiastową potrzebę kontynuacji jako nagrody za wchłonięcie tego wszystkiego. Podczas gdy X-Men nie zapiera tchu w piersiach tak jak Matrix, jest to dobrze zrealizowana praca z pokaźną ilością papki do obejrzenia”. Roger Ebert z „Chicago Sun-Times” napisał: „podszedłem z sympatią do tego filmu czekając, aż wydarzy się coś naprawdę interesującego. Kiedy nic się nie działo, nie spodobało mi się to; zakładam, że X-Men będą dalej rozwijać swoją osobowość, jeśli nastąpi kontynuacja, i być może znajdą czas na zaangażowanie się w historię. Bez wątpienia fani komiksów zrozumieją subtelne aluzje i subtelne zachowania; po każdym pokazie powinni pozostać w holu, aby odpowiedzieć na pytania”.
Marcin Kamiński z portalu Filmweb stwierdził: „X-Men to z całą pewnością film, który warto zobaczyć, choć w naszym kraju nie zrobi zapewne takiej furory, jak w USA, gdzie seria otoczona jest, jak napisałem wcześniej, kultem. Tytuł ten to sprawnie zrealizowane kino akcji, z domieszką humoru i niezłymi efektami specjalnymi, którego obejrzenie powinno sprawić przyjemność wszystkim młodym ludziom. Idąc do kina nie zapominajmy jednak, iż mamy do czynienia z ekranizacją komiksu i nie stawiajmy filmowi zbyt wysokich wymagań fabularnych, ponieważ możemy opuścić seans poważnie zawiedzeni”.

### Nagrody i nominacje
| Rok  | Ceremonia                        | Kategoria                                              | Nominowani                                                                  | Rezultat  | Przypis |
| ---- | -------------------------------- | ------------------------------------------------------ | --------------------------------------------------------------------------- | --------- | ------- |
| 2001 | Saturn Awards                    | Najlepszy film science fiction                         | X-Men                                                                       | Wygrana   | [ 51 ]  |
| 2001 | Saturn Awards                    | Najlepszy aktor                                        | Hugh Jackman                                                                | Wygrana   | [ 51 ]  |
| 2001 | Saturn Awards                    | Najlepsza aktorka drugoplanowa                         | Rebecca Romijn-Stamos                                                       | Wygrana   | [ 51 ]  |
| 2001 | Saturn Awards                    | Najlepszy aktor drugoplanowy                           | Patrick Stewart                                                             | Nominacja | [ 51 ]  |
| 2001 | Saturn Awards                    | Najlepszy młody aktor/aktorka                          | Anna Paquin                                                                 | Nominacja | [ 51 ]  |
| 2001 | Saturn Awards                    | Najlepsza reżyseria                                    | Bryan Singer                                                                | Wygrana   | [ 51 ]  |
| 2001 | Saturn Awards                    | Najlepsza scenariusz                                   | David Hayter                                                                | Wygrana   | [ 51 ]  |
| 2001 | Saturn Awards                    | Najlepsze kostiumy                                     | Louise Mingenbach                                                           | Wygrana   | [ 51 ]  |
| 2001 | Saturn Awards                    | Najlepsza charakteryzacja                              | Gordon J. Smith, Ann Brodie                                                 | Nominacja | [ 51 ]  |
| 2001 | Saturn Awards                    | Najlepsze efekty specjalne                             | Michael L. Fink, Michael J. McAlister, David Prescott, Theresa Ellis Rygiel | Nominacja | [ 51 ]  |
| 2001 | MTV Movie Awards                 | Najlepszy film                                         | X-Men                                                                       | Nominacja | [ 52 ]  |
| 2001 | MTV Movie Awards                 | Najlepsza przełomowa rola męska                        | Hugh Jackman                                                                | Nominacja | [ 52 ]  |
| 2001 | MTV Movie Awards                 | Najlepszy ekranowy zespół                              | Anna Paquin, Halle Berry, Hugh Jackman, James Marsden                       | Nominacja | [ 52 ]  |
| 2001 | Amerykańska Gildia Kostiumologów | Najlepsze kostiumy w filmie współczesnym               | Louise Mingenbach                                                           | Nominacja | [ 53 ]  |
| 2001 | Hugo Awards                      | Najlepsza prezentacja dramatyczna                      | Bryan Singer, David Hayter, Tom DeSanto                                     | Nominacja | [ 54 ]  |
| 2001 | Empire Awards                    | Najlepsza reżyseria                                    | Bryan Singer                                                                | Wygrana   | [ 55 ]  |
| 2001 | Blockbuster Entertainment Awards | Ulubiona aktorka drugoplanowa w filmie science fiction | Rebecca Romijn-Stamos                                                       | Wygrana   | [ 56 ]  |
| 2001 | Blockbuster Entertainment Awards | Ulubiona aktorka drugoplanowa w filmie science fiction | Famke Janssen                                                               | Nominacja | [ 56 ]  |
| 2001 | Blockbuster Entertainment Awards | Ulubiony aktor drugoplanowy w filmie science fiction   | James Marsden                                                               | Wygrana   | [ 56 ]  |
| 2001 | Blockbuster Entertainment Awards | Ulubiona aktorka w filmie science fiction              | Anna Paquin                                                                 | Nominacja | [ 56 ]  |
| 2001 | Blockbuster Entertainment Awards | Ulubiony aktor w filmie science fiction                | Patrick Stewart                                                             | Nominacja | [ 56 ]  |
| 2001 | Blockbuster Entertainment Awards | Ulubiony męski debiut aktorski                         | Hugh Jackman                                                                | Nominacja | [ 56 ]  |
| 2001 | Blockbuster Entertainment Awards | Ulubiony złoczyńca                                     | Ian McKellen                                                                | Nominacja | [ 56 ]  |

## Kontynuacje, anulowane projekty i reboot Filmowego Uniwersum Marvela
W listopadzie 2000 roku 20th Century Fox poinformowało o planach na sequel. X-Men 2 miał premierę w 2003 roku. Bryan Singer zajął się ponownie reżyserią na podstawie scenariusza Michaela Doughertya, Dana Harrisa i Davida Haytera. Trzecia część została potwierdzona wraz z rezygnacją Singera z pracy nad nią. Na stanowisku reżysera został zatrudniony Brett Ratner, a scenariusz napisał Hayter. X-Men: Ostatni bastion miał zadebiutował w 2006 roku. W obu filmach swoje role powtórzyli: Hugh Jackman, Halle Berry, Ian McKellen, Famke Janssen, Anna Paquin, James Marsden, Rebecca Romijn, Shawn Ashmore i Patrick Stewart.
W 2008 roku ujawniono, że studio pracuje nad prequelem X-Men: Pierwsza klasa. W marcu 2010 roku poinformowano, że studio planuje rozpocząć tym filmem nową trylogię. Matthew Vaughn zajął się reżyserią, napisał scenariusz razem z Ashley Miller, Zackiem Stentzem i Jane Goldman. Film miał premierę w 2011 roku. W młodszych wersjach Charlesa Xaviera, Magneto, Hanka McCoya i Mystique zostali obsadzeni James McAvoy, Michael Fassbender, Jennifer Lawrence i Nicholas Hoult.
Kolejny film, X-Men: Przeszłość, która nadejdzie, zadebiutował w 2014 roku. Singer, który wyreżyserował dwa pierwsze filmy franczyzy, zajął się ponownie reżyserią na podstawie scenariusza Simona Kinberga. W filmie powróciła obsada zarówno z Pierwszej klasy, jak i z oryginalnej trylogii. Swoje role powtórzyli między innymi: Jackman, McAvoy, Fassbender, Lawrence, Hoult, Berry, Elliot Page, McKellen i Stewart. Jeszcze w grudniu 2013 roku Singer zapowiedział kontynuację. Ponownie zajął się reżyserią, a scenariusz napisał Kinberg. X-Men: Apocalypse miał premierę w 2016 roku. Swoje role powtórzyli McAvoy, Fassbender, Lawrence, Hoult, Rose Byrne i Lucas Till. Do obsady dołączył Oscar Isaac jako Apocalypse oraz Tye Sheridan, Sophie Turner i Alexandra Shipp jako młodsze wersje Cyclopsa, Jean Grey i Storm.
W maju 2016 roku Kinberg zapowiedział, że 20th Century Fox planuje kolejną trylogię, która tym razem ma się koncentrować na młodych mutantach. W lutym 2017 roku poinformowano, że Kinberg rozpoczął negocjacje ze studiem dotyczące wyreżyserowania kontynuacji na podstawie własnego scenariusza inspirowanego komiksami Dark Phoenix Saga. X-Men: Mroczna Phoenix miała premierę w 2019 roku. W głównych rolach powrócili McAvoy, Fassbender, Lawrence, Hoult, Turner, Sheridan i Shipp. Dołączyła do nich Jessica Chastain jako Vuk.
Studio wyprodukowało też kilka spin-offów franczyzy filmowej o X-Menach. W 2009 roku premierę miał X-Men Geneza: Wolverine z Jackmanem w tytułowej roli. Doczekał się on dwóch kontynuacji: Wolverine (2013) i Logan: Wolverine (2017) oraz dwóch części jego spin-offu: Deadpool i Deadpool 2 z Ryanem Reynoldsem w głównej roli z 2016 i 2018 roku. Wśród niezrealizowanych projektów studia znalazły się między innymi: Gambit z Channingiem Tatumem w głównej roli, Multiple Man z Jamesem Franco, Kitty Pryde z Elliotem Pagem oraz filmy o Alpha Flight i o Exiles.
W 2019 roku The Walt Disney Company sfinalizował transakcję zakupu 21st Century Fox, wskutek czego wszystkie filmy Foxa związane z franczyzą zostały anulowane, w tym planowane spin-offy i kontynuacje Mrocznej Phoenix, a Marvel Studios przejęło kontrolę nad postaciami. Prezes Disneya, Robert Iger, poinformował, że X-Meni zostaną włączeni do Filmowego Uniwersum Marvela. W lipcu 2019 roku, podczas San Diego Comic-Conu, Kevin Feige zapowiedział, że studio pracuje nad rebootem filmu o mutantach.
W 2020 roku premierę miał ostatni film franczyzy filmowej o X-Menach, samodzielny spin-off, Nowi mutanci.